# Dąbrówka-Niwka (gromada)
Dąbrówka-Niwka – dawna gromada, czyli najmniejsza jednostka podziału terytorialnego Polskiej Rzeczypospolitej Ludowej w latach 1954–1972.
Gromady, z gromadzkimi radami narodowymi (GRN) jako organami władzy najniższego stopnia na wsi, funkcjonowały od reformy reorganizującej administrację wiejską przeprowadzonej jesienią 1954 do momentu ich zniesienia z dniem 1 stycznia 1973, tym samym wypierając organizację gminną w latach 1954–1972.
Gromadę Dąbrówka-Niwka z siedzibą GRN w Dąbrówce-Niwce utworzono – jako jedną z 8759 gromad – w powiecie siedleckim w woj. warszawskim, na mocy uchwały nr VI/10/18/54 WRN w Warszawie z dnia 5 października 1954. W skład jednostki weszły obszary dotychczasowych gromad Boroszków, Cisie-Zagrudzie, Dąbrówka-Niwka, Dąbrówka Nowa, Dąbrówka Stara, Dąbrówka-Wyłazy i Nowaki ze zniesionej gminy Skórzec w tymże powiecie. Dla gromady ustalono 16 członków gromadzkiej rady narodowej.
31 grudnia 1961 gromadę zniesiono, włączając jej obszar do gromad: Kotuń (wsie Cisie-Zagródzie i Nowa Dąbrówka), Skórzec (wsie Boroszków, Dąbrówka-Niwka i Nowaki) i Żelków-Kolonia (wsie Dąbrówka-Wyłazy i Stara Dąbrówka) w tymże powiecie.